# UKŁF Unia Oświęcim
Uczniowski Klub Łyżwiarstwa Figurowego „Unia” Oświęcim – polski klub łyżwiarstwa figurowego z siedzibą w Oświęcimiu. W 1999 roku po rozwiązaniu KS Unia Oświęcim powołano Uczniowski Klub Łyżwiarstwa Figurowego „Olimpijczyk”, zaś od 2001 roku kontynuatorem został UKŁF Unia.

## Historia
UKŁF Unia jest spadkobiercą tradycji i osiągnięć sekcji łyżwiarstwa figurowego KS Unii Oświęcim, która została powołana w 1965 r. Założycielami byli: pierwszy kierownik Bronisław Paszuda, Andrzej Plata i Leon Nowotarski; pierwszym instruktorem Iwona Kluczniok. W 1979 r. sekcja była już liczącą się w kraju, sklasyfikowaną na drugim miejscu pod względem osiągnięć. Sukces ten powtórzyła w 1982. Wiojciech Gwinner jako pierwszy oświęcimianin zadebiutował w mistrzostwach Europy w Budapeszcie w 1984 r., a w następnym wystartował w Göteborgu. Na krajowych imprezach sportowych medale zdobywali: Halina Zielińska, Lucyna Hyla, Piotr Chlewicki, Anna Siudek, Beata Mól, Karina Steizer, Tomasz Dombkowski, Anna Wikłacz, Mariusz Siudek, Ewa Jastrzębska, Iwona Oliwa, Piotr Szczerbowski, Katarzyna Chojniak, Przemysław Noworyta. W tym czasie zawodnikami opiekowała się trenerka Iwona Mydlarz. W sezonie 1985/86 Unia była najlepsza w Polsce. Debiut sekcji na mistrzostwach świata juniorów miał miejsce w 1988 r. (para: Beata Szymłowska / Mariusz Siudek). Lata 90. to początki kariery pary sportowej Dorota Zagórska / Mariusz Siudek, sukcesy Anny Jurkiewicz, Bartosza Domańskiego, Sabiny Wojtali.

## Utytułowani reprezentanci
- Dorota Zagórska / Mariusz Siudek – para sportowa, m.in. 3x uczestnicy igrzysk olimpijskich (1998, 2002, 2006), medaliści mistrzostw świata i Europy, 9x mistrzostwo Polski (1995–2000, 2002–2004)
- Anna Jurkiewicz – solistka, m.in. uczestniczka igrzysk olimpijskich 2010, 4x mistrzostwo Polski (2007–2009, 2011)
- Sabina Wojtala – solistka, 6x mistrzostwo Polski (1999–2003, 2006)
- Bartosz Domański – solista, 3x mistrzostwo Polski
- Elżbieta Gabryszak – solistka, 2x mistrzostwo Polski (2017, 2018)
- Joanna Sulej / Mateusz Chruściński – para sportowa, 2x mistrzostwo Polski (2009, 2010)
- Krystyna Klimczak / Janusz Karweta – para sportowa, mistrzostwo Polski (2008)